# Heliophila laciniata
Heliophila laciniata är en korsblommig växtart som beskrevs av Wessel Marais. Heliophila laciniata ingår i släktet solvänner, och familjen korsblommiga växter. Inga underarter finns listade i Catalogue of Life.